# Teedia
Teedia, biljni rod strupnikovki smješten u tribus Teedieae, dio potporodice Buddlejoideae.. Sastoji se od dvije vrste  polugrmova i grmova iz južnoafričkih provincija Western, Eastern, Northern Cape, Limpopo, Mpumalanga i KwaZulu-Natal, Zimbabvea, Lesota i Svazija . 

## Opis
Opisan je u Journal für die Botanik 1799(2): 288. 1800. Tipična vrsta je Teedia lucida (Aiton) Rudolphi
Grmovi. Listovi nasuprotni, podjajasti, nazubljeni. Cvat cimozan, aksilarni ili terminalni. Čaška 5-zubasta, režnjevi linearno lancetasti, u pupoljku se malo preklapaju; vjenčić listopadan, cjevčica cilindrična, jednaka gornjoj čašci, limb 5-režnjevit, raširen, nepravilan, režnjevi u obliku pupoljka, ravni kada su otvoreni. Plod bilokularan, okruglast. Sjemenke brojne, jajolike, naborane. 

## Vrste
1. Teedia lucida (Aiton) Rudolphi
2. Teedia pubescens Burch.